# 필리핀 공군
필리핀 공군(영어:Philippine Air Force, 필리핀어: Hukbong Himpapawid ng Philipinas, 불이 켜짐. '필리핀 공군')은 필리핀 군대의 한 조직이다. 1935년 필리핀 육군 항공단(PAAC)으로 필리핀 육군의 일원으로 처음 창설된 PAAC는 결국 제2차 세계대전 중 전투를 목격하고 1947년 행정명령 제94호에 따라 AFP의 별도 서비스 부서로 공식적으로 분리되었다. 현재 PAF는 필리핀 영공을 방어하고 근접 공중 지원 작전, 전투 공중 순찰, 공중 정찰 임무, 공수 작전, 헬리콥터 전술 작전, 특수 작전, 수색 및 구조 작전을 포함한 공중 인도주의 작전 등 필리핀 전역에서 공중 작전을 수행하는 임무를 맡고 있다. PAF는 또한 국내외에서 다양한 임무를 수행해 왔다.
PAF는 파사이의 빌라모르 공군 기지에 본부를 두고 있으며, 필리핀 공군 총사령관이 이끌고 있으며 중장 계급을 보유하고 있으며 지부의 최고위 군사 장교로도 활동하고 있다.

## 장비 목록
필리핀 공군은 현대화 프로젝트가 진행되는 동안 기존 장비를 활용하여 임무를 수행하고 있다. 공화국법 제7898호는 주권을 수호하고 공화국의 유산을 보존하기 위해 헌법적 임무를 효과적이고 완전하게 수행할 수 있는 수준으로 군대를 현대화하겠다는 국가의 정책을 선언하고 있다. 개정된 이 법은 국방부가 공군을 위한 주요 장비 및 무기 시스템을 조달할 때 충족해야 하는 조건을 설정하고 있다.

### 전투기/공격기
- FA-50 경전투기 11대(1대는 손실)[1]
- OV-10 브롱코 경공격기 5대
- A-29B 슈퍼 투카노 경공격기 6대

### 수송기
- C-130B/H 2대
- C-295M 7대
- NC-212i 2대

### 헬리콥터
- T-129 4대
- AH-1S 2대
- MD 520MG 24대
- UH-1H 13대